# Вайрих фон Геминген (1575 – 1613)
Вайрих фон Геминген (на немски: Weirich von Gemmingen; * 5 март 1575; † 31 март 1613) е благородник от стария алемански рицарски род Геминген в Крайхгау в Баден-Вюртемберг, собственик в Михелфелд (днес в Ангелбахтал) и множество други места и последният мъжки представител от линията Геминген-Михелфелд.
Той е син на Леонхард фон Геминген (1536 – 1583) и съпругата му Естер фон Бьодигхайм (1540 – 1592). Внук е на Вайрих фон Геминген (1493 – 1548), господар в Михелфелд, бургграф на Щаркенбург, и втората му съпруга Бенедикта фон Нипенбург (1500 – 1570).
Баща му наследява собствеността на починалия му бездетен брат Себастиан (1522 – 1575) и на цялата фамилна линия. Баща му обаче умира, когато Вайрих още е малолетен. Затова той е под опекунството на Ханс Филип фон Хелмщат. Като млад той отива в двора на граф Филип Лудвиг фон Пфалц-Нойбург. Той отива в Унгария и пътува през Франция и Италия. След завръщането си той се жени 1605 г. с Розина фон Найперг, вдовицата на неговия опекун. Същата година той продава имението в Хилсбах (днес в Зинсхайм), купено от баща му.
Вайрих наследява части от собствеността на баща си. Повечето части са получени от зет му Волф Конрад Грек фон Кохендорф (1561 – 1614), женен за сестра му Бенедикта фон Геминген (1572 – 1628).
Вайрих умира бездетен през 1613 г. като последен от „линията Геминген-Михелфел“ и е погребан в Михелфелд. Вдовицата му се омъжва отново с един фрайхер фон Даун.
Вайрих е наследен от роднини от клон „Б (Хорнберг)“, „Геминген-Хорнберг“, които господстват в Михелфелд до ранния 19 век.

## Фамилия
Вайрих фон Геминген се жени 1605 г. за Розина фон Найперг. Те нямат деца.